# Redemocratização do Brasil (1974-1988)
Redemocratização do Brasil, também chamada abertura política, foi o processo de redemocratização nacional após a ditadura militar que governou o Brasil entre 1964 e 1985. Esse processo teve início em 1974, durante os governos Geisel (1974-1979) e Figueiredo (1979-1985), terminando em 1988 com a promulgação da nova Constituição.
Tão logo o general Ernesto Geisel assumiu o poder, e se deparou com a deterioração da economia e o descontentamento da sociedade, propôs mudanças no poder e abrandamento nas formas de repressão, sinalizando com declarações e discursos que iniciaria a abertura política de forma "lenta, gradual e segura".
A abertura assim se contrapõe ao fechamento do regime, durante os governos de Costa e Silva e Médici.

## A pressão da economia
Segundo analistas econômicos, o crescimento da dívida externa, mais a alta dos juros internacionais, associadas à alta dos preços do petróleo, somaram-se e desequilibraram o balanço de pagamentos brasileiro. Consequentemente houve o aumento da inflação e da dívida interna.
Com estes fatores, o crescimento econômico que era baseado no endividamento externo, começou a ficar cada vez mais caro para a Nação brasileira. Apesar dos sinais de crise, o ciclo de expansão econômica iniciado na segunda metade dos anos 1960 não foi interrompido. Os incentivos à projetos e programas oficiais permaneceram, e as grandes obras continuaram alimentadas pelo crescimento do endividamento.
Com a crise econômica veio a crise política, nas fábricas, comércio e repartições públicas o povo começou um lento e gradual descontentamento. Iniciou-se uma crise silenciosa onde todos reclamavam do governo (em voz baixa) e de suas atitudes. Apesar da censura e das manipulações executadas pela máquina estatal numa tentativa de manter o moral da população, a onda de descontentamento crescia inclusive dentro dos quadros das próprias Forças Armadas, pois os militares de baixo escalão sentiam na mesa de suas casas a alta da inflação.
Vendo que não havia mais saída para a crise, os militares liderados por Geisel resolveram iniciar uma abertura política institucional “lenta, gradual e segura”, segundo as palavras do próprio presidente.
Em 1974, os militares permitem a propaganda eleitoral gratuita na televisão e no rádio. O Movimento Democrático Brasileiro (MDB), que era o partido de oposição, acaba ganhando as eleições contra a Aliança Renovadora Nacional (ARENA), o partido do governo. Contudo, a chamada “linha dura” (militares e civis contrários à redemocratização) inicia um processo de aperto violento contra a oposição ao regime militar. Casos de tortura, espancamentos, assassinatos e esquadrões da morte aumentam exponencialmente.
Em 25 de outubro de 1975, o jornalista Vladimir Herzog morre numa cela do DOI-Codi, órgão do 2º Exército, em São Paulo. Este evento gerou uma onda de protestos de toda a imprensa mundial, mobilizando e iniciando um processo internacional em prol dos direitos humanos na América Latina, em especial no Brasil.
Em 17 de janeiro de 1976, o metalúrgico Manuel Fiel Filho também é assassinado no DOI-Codi, gerando nova onda de protestos internacionais, aumentando a antipatia de organismos direitos humanos contra o Brasil novamente. Numa tentativa de demonstrar que o governo militar é intolerante contra este tipo de atitude, Geisel manda destituir o general Ednardo D'Ávila Mello do comando do 2º Exército.
O Pacote de Abril é baixado por Geisel em um movimento aparentemente contraditório com a abertura política defendida por ele.
Em função da pressão internacional e do crescimento da oposição da maioria da população brasileira, os militares não vêem outra saída senão terminar com a censura prévia a publicações e espetáculos. Os Atos Institucionais que forçaram a imposição militar sobre a Nação são revogados. A oposição começa a ganhar força nas eleições, acelerando a abertura política.

## Governo Figueiredo
Em 15 de março de 1979, Figueiredo, o último dos generais no poder, assume a Presidência da República. Assumiu jurando fazer do Brasil uma democracia.
Ficou famoso pela sua frase, ao ser questionado sobre a abertura política: "É pra abrir mesmo. Quem não quiser que abra, eu prendo e arrebento!"
Em 28 de agosto de 1979 é sancionada a lei 6683, que concede Anistia aos cassados pelo regime militar. A lei também concedia anistia aos membros do governo acusados de tortura.
No dia 22 de novembro de 1979 é aprovada a reforma política que restabelece o pluripartidarismo, com extinção do MDB e da ARENA. A medida foi vista por críticos como uma manobra do governo para dividir a oposição e impedir grandes vitórias de um MDB unido.

## A reação dos militares radicais
No campo ideológico, de janeiro a agosto de 1980, começaram a explodir bombas em todo o país.

### A linha dura resiste com bombas
Em 1980:
- 18/01 – desativada bomba no Hotel Everest, no Rio, onde estava hospedado Leonel Brizola.
- 27/01 – bomba explode na quadra da Escola de Samba Acadêmicos do Salgueiro, no Rio, durante comício do PMDB.
- 26/04 – show 1º de maio – 1980 – bomba explode em uma loja do Rio que vendia ingressos para o show.
- 30/04 – em Brasília, Rio de Janeiro, Porto Alegre, Curitiba, Belo Horizonte, Belém e São Paulo, bancas de jornal começam a ser atacadas, numa ação que durou até setembro.
- 23/05 – bomba destrói a redação do jornal Em Tempo, em Belo Horizonte.
- 29/05 – bomba explode na sede da Convergência Socialista, no Rio de Janeiro.
- 30/05 – explodem duas bombas na sede do jornal Hora do Povo, no Rio de Janeiro.
- 27/06 – bomba danifica a sede da Casa do Jornalista, em Belo Horizonte.
- 11/08 – bomba é encontrada em Santa Teresa, no Rio de Janeiro, num local conhecido por Chororó. Em São Paulo, localizada uma bomba no Tuca, horas antes da realização de um ato público.
- 12/08 – bomba fere a estudante Rosane Mendes e mais dez estudantes na cantina do Colégio Social da Bahia, em Salvador.
- 27/08 – no Rio, explode uma carta-bomba enviada ao jornal Tribuna Operária. Outra carta-bomba é enviada à sede da OAB, no Rio, e na explosão morre a secretária da ordem, Lyda Monteiro. Ainda nesta data explode outra carta-bomba, desta vez no prédio da Câmara Municipal do Rio.
- 04/09 – desarmada bomba no Largo da Lapa, no Rio.
- 08/09 – explode bomba-relógio na garagem do prédio do Banco do Estado do Rio Grande do Sul, em Viamão.
- 12/09 – duas bombas em São Paulo: uma fere duas pessoas em um bar em Pinheiros e a outra danifica automóveis no pátio da 2ª Cia. De Policiamento de Trânsito no Tucuruvi.
- 14/09 – bomba explode no prédio da Receita Federal em Niterói.
- 14/11 – três bombas explodem em dois supermercados do Rio.
- 18/11 – bomba explode e danifica a Livraria Jinkings em Belém.
- 08/12 – o carro do filho do deputado Jinkings é destruído por uma bomba incendiária em Belém.

Em 13 de novembro de 1980, é restabelecida as eleições diretas para governadores dos estados e para 1/3 do senado e o fim dos senadores biônicos, mantidos os mandatos em curso.

### Mais bombas
1981:
- 05/01 – outro atentado a bomba em supermercado do Rio.
- 07/01 – na Cidade Universitária, no Rio, uma bomba explode em ônibus a serviço da Petrobrás.
- 16/01 – bomba danifica relógio público instalado no Humaitá, no Rio.
- 02/02 – é encontrada, antes de explodir, bomba colocada no aeroporto de Brasília.
- 26/03 – atentado às oficinas do jornal Tribuna da Imprensa, no Rio.
- 31/03 – bomba explode no posto do INPS, em Niterói.
- 02/04 – atentado a bomba na residência do deputado Marcelo Cerqueira, no Rio.
- 03/04 – parcialmente destruída, com a explosão de uma bomba, a Gráfica Americana, no Rio.
- 28/04 – o grupo Falange Pátria Nova destrói, com bombas, bancas de jornais de Belém.” (Dickson M. Grael, op. cit., pg. 79 a 81)

### Oatentado do Riocentro
O mais famoso atentado foi o do Riocentro, ocorrido na noite de 30 de abril de 1981, véspera do Dia do Trabalhador, no Pavilhão do Riocentro, na Barra da Tijuca, Rio de Janeiro.
Nesta noite, cerca de 20 mil pessoas assistiam a um show em comemoração ao Dia do Trabalhador, organizado pelo CEBRADE (Centro Brasil Democrático), e que contou com a presença de diversos expoentes da MPB, entre os quais Chico Buarque, Caetano Veloso, Gilberto Gil, Milton Nascimento, Elba Ramalho, Gonzaguinha, Alceu Valença e Gal Costa.
Uma bomba explodiu no estacionamento, dentro de um automóvel Puma, matando o sargento Guilherme Ferreira do Rosário e ferindo gravemente o capitão Wilson Luís Chaves Machado (proprietário do Puma), ambos ligados ao DOI-CODI do Exército, que estavam no carro.
A bomba explodiu enquanto era manipulada, e preparada para ser detonada junto à caixa de força e luz do estacionamento do Riocentro, a fim de cortar a energia e gerar pânico entre os frequentadores do show.
Uma segunda bomba explodiu na caixa de energia, mas sem conseguir cortar a luz no local do show. Uma terceira bomba teria sido encontrada, intacta, no carro das vítimas. Um Inquérito Policial Militar foi aberto para apurar o caso, e a versão oficial foi de que as bombas foram implantadas no carro para matar os militares.
O objetivo dos militares da linha-dura era atribuir o atentado à extrema esquerda. Para dar respaldo a esta versão, os agentes providenciaram, juntamente com o atentado, para que diversas placas de trânsito nas vias de acesso ao Riocentro fossem pichadas com a sigla VPR, do grupo Vanguarda Popular Revolucionária, que fora comandado pelo Capitão Carlos Lamarca nos anos 70. O que eles ignoravam é que a VPR já havia sido extinta e desmantelada pelas próprias forças da repressão.
Em virtude dessas investigações, que não se empenhavam em punir os culpados, o General Golbery do Couto e Silva se desliga de seu cargo, de chefe do gabinete civil e diz que havia criado um monstro, o SNI, em 1964.
O atentado ao Riocentro repercutiu na opinião pública mundial, inclusive na americana que se manifestou rapidamente. Havia muitos repórteres estrangeiros cobrindo o espetáculo, portanto tornando impossível para a censura acobertá-lo. O fiasco do atentado causou o início do fim do regime militar, em sequência ao processo desencadeado pela Lei da Anistia (1979).

## Primeiras eleições e Diretas Já
As eleições municipais e estaduais em 1982, mostram o quanto a população rejeita o governo militar, representado pelo Partido Democrático Social (PDS), o sucessor à ARENA . Em São Paulo, vence Franco Montoro, do PMDB, e no Rio de Janeiro, Leonel Brizola, do PDT, iniciando governos que serão fundamentais pelo apoio que darão à Campanha pelas eleições diretas.
Em 1984, ainda com extremistas da “linha dura” manobrando contra, se iniciou a campanha chamada de "Diretas já". Esta tinha como mote a aprovação da Proposta de Emenda Constitucional do Deputado Dante de Oliveira. Apesar da intensa mobilização popular, com comícios em todo o país, faltaram 22 votos para atingir a maioria de 2/3 necessária e a proposta não foi aprovada na Câmara dos Deputados em 25 de abril de 1984.
Em junho de 1984, o governo enviou ao congresso uma nova proposta de emenda constitucional, a emenda Leitão, também conhecida como emenda Figueiredo. A proposta definia as eleições diretas em 1988, mantidas as eleições pelo colégio eleitoral em 1984. A oposição então fez uma manobra contrária, apresentando uma sub emenda, mudando a data do pleito, colocando novamente as eleições diretas imediatamente. O governo então retirou a emenda.

## A primeira sucessão presidencial civil pós ditadura

### A Frente Liberal
Passado o movimento pelas diretas, as atenções se voltaram para as definições pré-colégio eleitoral. O PDS apresentava quatro pré-candidatos Marco Maciel, Paulo Maluf, o então vice-presidente Aureliano Chaves e Mario Andreazza. Para resolver a situação, o presidente do PDS, José Sarney, com o apoio do presidente Figueiredo, propõe que antes da convenção, sejam feitas eleições primárias em todos os diretórios do PDS, visando indicar para a convenção o candidato mais popular no partido. Paulo Maluf reage a isso e se manifesta contrário às prévias, dizendo que seria mero casuísmo de seus adversários no partido. Figueiredo então apóia Maluf e a proposta é derrotada na reunião do partido convocada para deliberar sobre as prévias. Sarney então se desliga da presidência do PDS e forma, com outros descontentes, a Frente Liberal. Enquanto Tancredo buscava acordo com Aureliano Chaves, que se via sem chances, Sarney se reunia com o deputado Ulysses Guimarães e o então senador Fernando Henrique Cardoso e deu mostras de que seu grupo poderia apoiar um candidato da oposição.
No dia 29 de junho os governadores do PMDB reuniram-se em Brasília e lançaram Tancredo Neves como pré-candidato. No dia 3 de julho a bancada do PDS ligada a Sarney rompeu com o governo e passa a atuar no congresso como bloco parlamentar de oposição. Aureliano Chaves e Marco Maciel desistem, então de disputar a vaga de candidato do PDS na convenção do partido.

### A Disputa Presidencial
No dia 14 de julho foi realizada uma reunião no palácio Jaburu, sede da vice-presidência da República, entre representantes do PMDB e da Frente Liberal do PDS, em que ficou acertada a composição da chapa Aliança Democrática para enfrentar o PDS no colégio eleitoral. No dia 7 de agosto, nova reunião definiu que caberia à Frente Liberal indicar o vice-presidente na chapa. José Sarney foi o escolhido. Ulysses Guimarães ficou com a coordenação da campanha.
No dia 10 de agosto, policiais da 1ª Delegacia Policial em Brasília prenderam quatro pessoas por colar cartazes do PC do B, então ilegal, apoiando Tancredo. De madrugada, foi à delegacia o tenente-coronel Arídio Mário de Sousa Filho para exigir a libertação dos detentos, que na verdade eram um major, um capitão e dois sargentos do Centro de Informações do Exército.
No dia 11 de agosto, o PDS realizou sua convenção e Paulo Maluf derrotou Mario Andreazza. No dia seguinte, o PMDB homologou a chapa Tancredo/Sarney. Sarney havia se filiado ao PMDB por exigência da lei eleitoral, pois a Frente Liberal não era um partido. No dia 14, Tancredo renunciou ao cargo de governador de Minas Gerais, entrando no seu lugar o vice Hélio Garcia, que politicamente reformou o secretariado, incluindo membros da Frente Liberal.
No dia 21 de setembro, os altos comandos das forças armadas se reuniram para analisar a disputa presidencial. Exército e Aeronáutica lançaram notas oficiais alertando para possíveis riscos de radicalização e consequente ruptura do processo democrático, enquanto a Marinha simplesmente reafirmava sua posição de cumprimento de suas atribuições constitucionais.
No dia 21 de outubro, uma explosão ocorreu em um comitê da Aliança Democrática, em Porto Alegre. Tancredo minimizou o fato e não quis buscar culpados. O mesmo ocorreu com um comitê em Brasília, em 26 de novembro. Novamente, Tancredo amenizou.
No dia 21 de novembro a direção do PDS se reuniu e decidiu pela fidelidade partidária, ou seja, todos os seus membros deveriam votar no candidato do PDS. O PMDB recorreu ao TSE no dia 23 e no dia 4 de dezembro, o TSE decidiu não registrar a ata da reunião do PDS, o que desobrigou seus membros de seguirem as determinações.

### A Eleição
No dia 15 de janeiro de 1985, Tancredo foi eleito com 480 votos contra 180 de Paulo Maluf, com dezessete abstenções e 9 ausências. Tancredo recebeu os votos do PMDB, da Frente Liberal, do PDT e de dissidentes do PDS e do PT. O PT não participava da aliança e se recusou a legitimar o colégio eleitoral.
No dia 14 de março, véspera da posse, Tancredo Neves foi internado às pressas, sob o diagnóstico de apendicite. Tancredo foi operado no Hospital de Base do Distrito Federal pelos médicos Renault Matos Ribeiro e Pinheiro da Rocha aos 37 minutos do dia 15. O diagnóstico passou a ser diverticulite. Discutiu-se se deveria assumir Sarney, o vice, ou o presidente da câmara, Ulysses Guimarães. O próprio Ulysses defendeu que Sarney deveria assumir, o que de fato aconteceu. José Sarney assumiu o cargo interinamente. Figueiredo, desafeto de Sarney, se recusou a passar a faixa presidencial.

### A Morte de Tancredo
No dia 20 de março Tancredo foi operado pela segunda vez. Houve desentendimentos entre os médicos sobre os resultados da cirurgia. Tancredo foi conduzido ao Instituto do Coração do Hospital das Clínicas de São Paulo, onde, em 26 de março, sofreu a terceira cirurgia, realizada pela equipe do doutor Henrique Pinotti.
O país todo ficou acompanhando o quadro médico de Tancredo, dia a dia. Os boletins médicos eram lidos pelo jornalista Antônio Brito, porta-voz da presidência.
Novo diagnóstico: infecção hospitalar contraída durante a internação no Hospital de Base do Distrito Federal. Para combater, usaram um antibiótico não comercializado, por ser novo. No dia 2 de abril Tancredo sofreu sua quarta cirurgia, para corrigir uma "hérnia inguinal encarcerada no lado esquerdo do abdome". A quinta operação foi realizada no mesmo dia. No dia 9, uma sexta operação, uma traqueostomia. No dia 12, a sétima cirurgia. Os médicos anunciaram que Tancredo estava com quadro grave, sobrevivendo com aparelhos.
Os políticos do PMDB e da Frente Liberal começaram então a se reunir para organizar em caráter definitivo o governo Sarney e sustentar a transição democrática.
Convocou-se o especialista norte-americano Warren Zapol, que no dia 20 de abril diagnosticou que não havia mais nada a fazer.
Finalmente, no dia 21 de abril a morte de Tancredo foi anunciada. No dia 22 de abril o Congresso Nacional se reuniu e anunciou a vacância da presidência e seu preenchimento automático pelo vice-presidente José Sarney. Sarney falou em rede de rádio e tv e decretou feriado nacional e luto oficial por 8 dias.
Até hoje se discute a real causa da morte de Tancredo. Há quem fale em assassinato e golpe. Todos os acontecimentos são considerados muito estranhos e diversas versões para os fatos são apresentadas.